# 白羽の風蝕礫産地

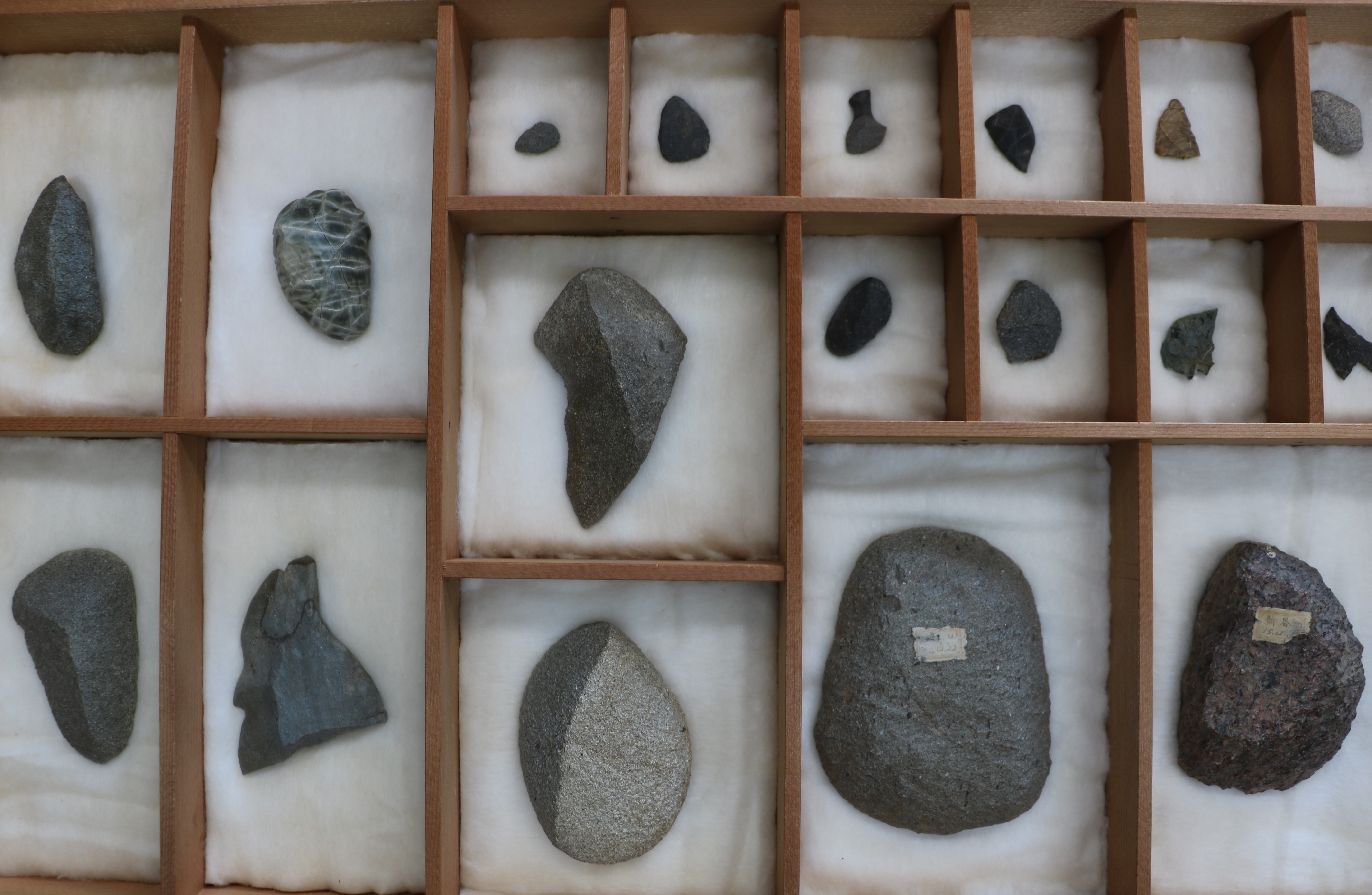
白羽の風蝕礫 （三稜石）
天然記念物指定時の標本石。発見者である栗林澤一と坂口健が天然記念物指定以前に採集したもの。下列右下から左に並んだ3個の大きなものは新谷地区の庚申塚で1940年（昭和15年）12月15日の発見時に採集されたもの。牧之原市史料館提供。2019年11月29日撮影。

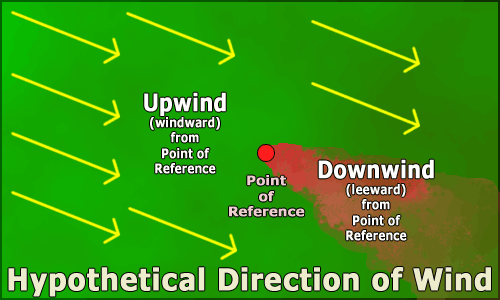
一定方向からの強風と飛砂により白羽の風蝕礫が形成された。

白羽の風蝕礫産地（しろわのふうしょくれきさんち）とは、静岡県御前崎市白羽（しろわ）にある、国の天然記念物に指定された風食礫の産地である。
風食礫（ふうしょくれき、ベンティファクト 英: Ventifact）とは、一定方向からの強風で吹き飛ばされた微細な砂や土（飛砂）が、長期間にわたって礫や岩石に吹き付けられることにより、表面が研磨され削られて出来たものである。風食礫が形成される場所の条件は、常に強風が吹き続ける場所であるだけでなく、吹き付けられる側の岩石の表面を削り続けるため必要となる、大量の飛砂（吹き飛ばされる砂）の供給源が風上側に存在しなければならない。一般的にこのような条件を備えるのは砂漠のような乾燥地帯であり、日本のような湿潤な気象条件下では風食礫はほとんど見られず、わずかに伊豆大島の三原山旧火口周辺の砂原と、小笠原諸島の硫黄島で確認されていたに過ぎなかったが、1940年（昭和15年）に静岡県最南端の御前崎にほど近い榛原郡白羽村（現、御前崎市白羽）において、静岡県内で小学校教師を務めていた栗林澤一と坂口健により多数の風食礫が発見された。
白羽地区で風食礫が発見された後に、本州太平洋沿岸の数ヶ所や北海道北部沿岸で小規模な風食礫産地が確認されたが、白羽地区の風食礫は日本国内で最も産出数が多く、その形状も完全なものが多いことから、1943年（昭和18年）8月24日に国の天然記念物に指定された。

## 解説

### 風食現象と三稜石
白羽の風蝕礫産地は、静岡県最南端の御前崎の西方約3キロメートル、御前崎市白羽（しろわ）字尾高（おだか）に位置しており、遠州灘海岸沿いを東西に走る静岡県道357号佐倉御前崎港線に面した、標高約30メートルの海岸段丘面上の一角に天然記念物指定の石碑があり、県道より陸側のクロマツなどの林に覆われた古い砂丘の地表面の南北300メートル、東西100メートルの区域が国の天然記念物に指定されている。
風食礫とは微細な砂（飛砂）を含む卓越風に晒された礫の、飛砂が吹き付ける風上側の面が削られて出来たもので、このような風の作用（風食）により削られた礫を風食礫という。したがって風食礫とは形状を表したものであって特定の岩質を指すものではなく、白羽の風蝕礫産地から産出する風食礫は砂岩、黒雲母片麻岩や花崗岩など変化に富んでいる。
御前崎一帯は冬季になると「遠州の空っ風」と呼ばれる西からの強風が吹き続ける場所として知られており、御前崎測候所の観測データから作成された風配図（右の画像外部リンク参照）によると、西から東へ向かって非常に強い風の吹く卓越風が発達していることが分かる。また、風上方向となる西側に伸びる遠州灘海岸線には長大な砂浜が続き、その陸側には風食礫を削る役割となる莫大な量の砂の供給源となる浜岡砂丘、千浜砂丘、更に西側にも中田島砂丘といった砂丘が複数存在するが、これは天竜川が多量の砂礫を海に運ぶことにくわえ、砂の層を多く含む渥美半島南岸が波の侵食を受け、西から東へ流れる沿岸流に乗った砂が遠州灘沿岸に大量供給され続けるといった、砂丘形成には好都合な条件が重なっていることが大きな要因である。また、天然記念物指定エリア一帯の海岸段丘上は、砂を含んだ西からの卓越風を直接受ける位置にあり、地表には風食礫の元となる礫が多数散在していた。この海岸段丘上に多数の礫があった理由は、更新世の頃の海進の際に海岸沿いにあった岩石が波食を受け丸く磨かれて硬い礫になり、その後この一帯が次第に隆起した結果、風食礫が作られやすい丸みを帯びた礫が台地上に散在したものと考えられている。このように、大量の砂の供給、飛砂現象を起こす継続した強風、その風と砂を待ち受ける波食された丸い礫の存在という、日本国内では極めて稀な風食礫が形成される地形的・気象的条件を備えている。
風食礫の産地として白羽が知られているのは、風によって削られた平滑面と明白な稜線が生じた礫を産出するところが大きい。礫を吹き飛ばさない程度の一方方向から吹く強い風により、風上側の表面が削られて平滑になった礫が、突風など何らかのきっかけで動いて向きを変えると、新たに風上側となった面が同様に削られていき、やがて最初に作られた平滑な面との境界部分に鋭利な稜角が出来る。この段階では稜角は1本であるが、礫が再度向きを変え、また別の面が削られると稜角は複数本になる。このうち3本の稜角があるものは三稜石（さんりょうせき、ドライカンター英: Dreikanter）と呼ばれ、風食礫の代表のように珍重されており、国土地理院ホームページの「日本の典型地形」の「海の作用による地形」セクションでも、風食礫の代表的事例として白羽の風蝕礫産地が三稜石として取上げられている。
なお、地形用語としてのドライカンター（Drei kanter）はドイツ語の「3つのエッジ」からきており、稜角が1本のもの（単稜石）はアインカンター（Ein kanter）と言う。また、稜角が複数本あるものの中には、形状が石斧型（せきふがた）や石鏃型（せきぞくがた）をしているものがあり、あまりにも鋭く削られ尖っているため、発見当初は石器に間違えられたという。

### 発見の経緯と天然記念物の指定

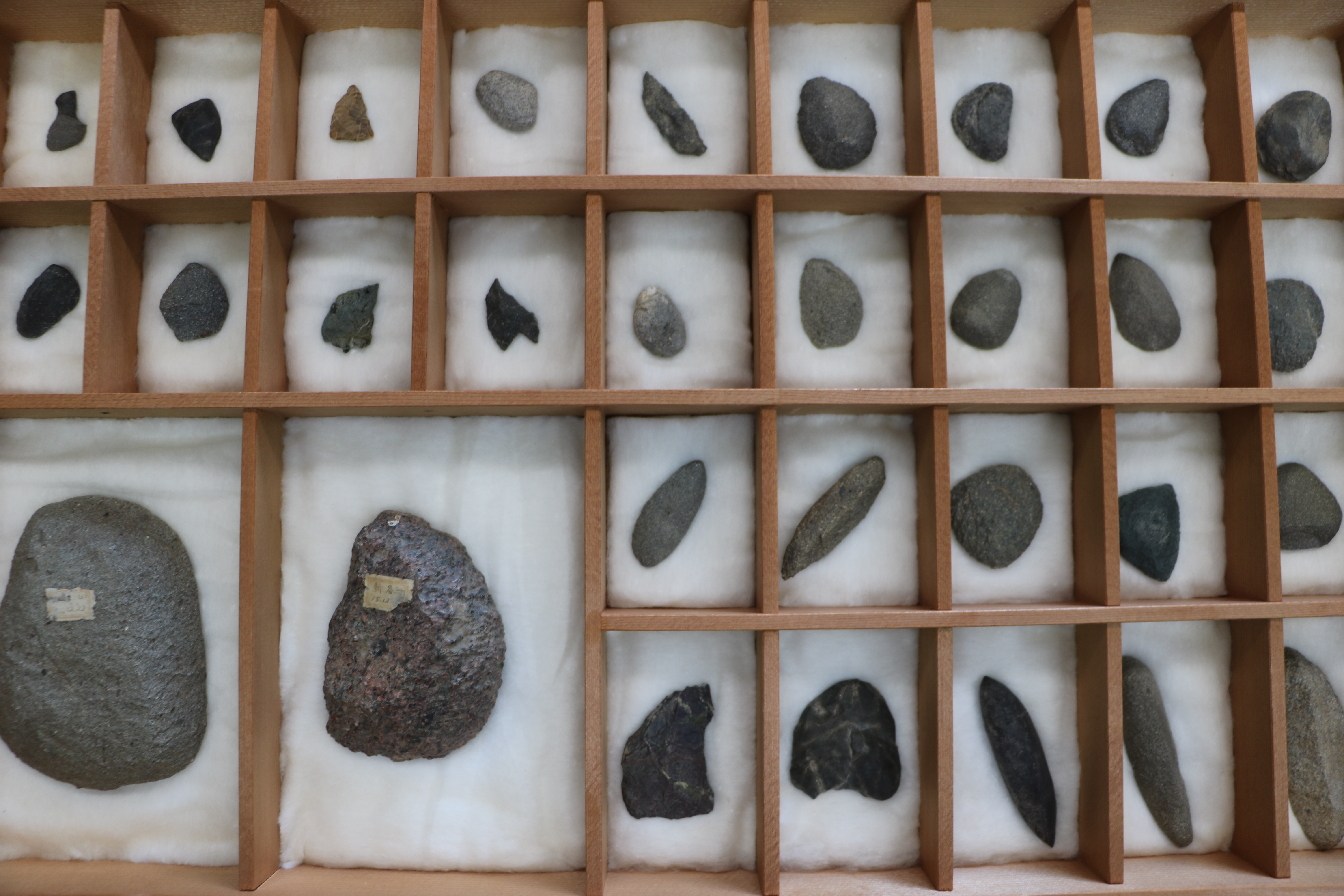
白羽の風蝕礫。牧之原市史料館提供。

1940年（昭和15年）12月、御前崎の北方に位置する相良尋常高等小学校で教諭を務めていた栗林澤一（当時30歳）は、御前崎にほど近い榛原郡白羽村新谷（現、御前崎市白羽）にある庚申塚の土盛りの中に、鋭い稜角を持つ見慣れない形状の石を見つけたが、何の石なのか分からず、同じ小学校で教師を務める同僚でもあり地歴研究仲間の坂口健（当時28歳、後の相良町史料館/現牧之原市史料館初代館長）を誘い石斧と思われる3つの石を採集した。
庚申塚のある新谷（あらや）地区の人たちに、ここの石はどこから運んできたものか尋ねたところ、新谷の南側に位置する尾高（おだか）地区から運んできたものであることがわかり、早速2人は尾高へ向かい松林の中を探すと、同様の稜角を持つ石が大量に見つかった。その形状から2人は石斧ではないかと考えたが、どの石にも人工的に削られたような形跡は見当たらず、2人は首を傾げたという。石は小さいものでは米粒大で、多くは直径数センチのものであるが、大きいものでは直径15センチに達していた。石器に似た稜角を持つ石が大量に、しかも地中ではなく地表から見つかる。このような石が形成される原因を考えたが分からずじまいで、疑問は日に日に大きくなり、研究者らを尋ねまわったが満足のいく答えは得られないままであった。
意を決した栗林は採集した石を持参し、地理学者・地形学者として高名な辻村太郎・東京帝国大学教授を東京へ訪ねた。辻村は山崎直方とともに日本地理学会創設に関わった日本の地理学をリードした人物として知られている。栗林が辻村を訪ねたのは太平洋戦争勃発直前、食料品など生活必需品は配給制で国鉄の切符も手に入りにくい時代であった。鑑定の結果、日本国内では極めて珍しい風食作用によって作られる風食礫の一種、三稜石であることが判明した。
| 「                                    | 君は御前崎か。 風が強いからねえ。珍しいものだ。大発見だよ。 | 」 |
| —辻村太郎（『石は語る』静岡新聞社編） |                                                             |    |

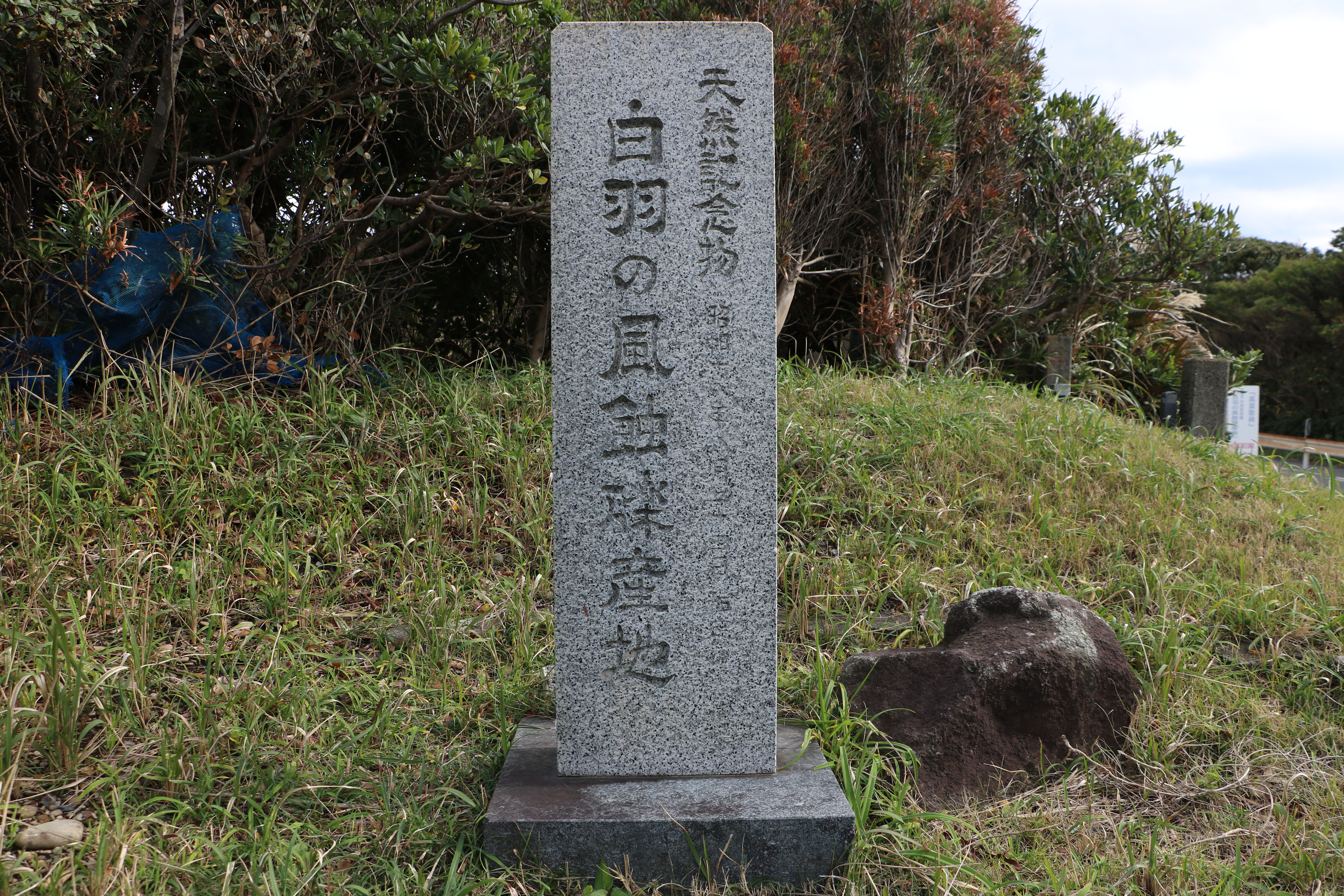
白羽の風蝕礫産地天然記念物石碑。2019年11月29日撮影。

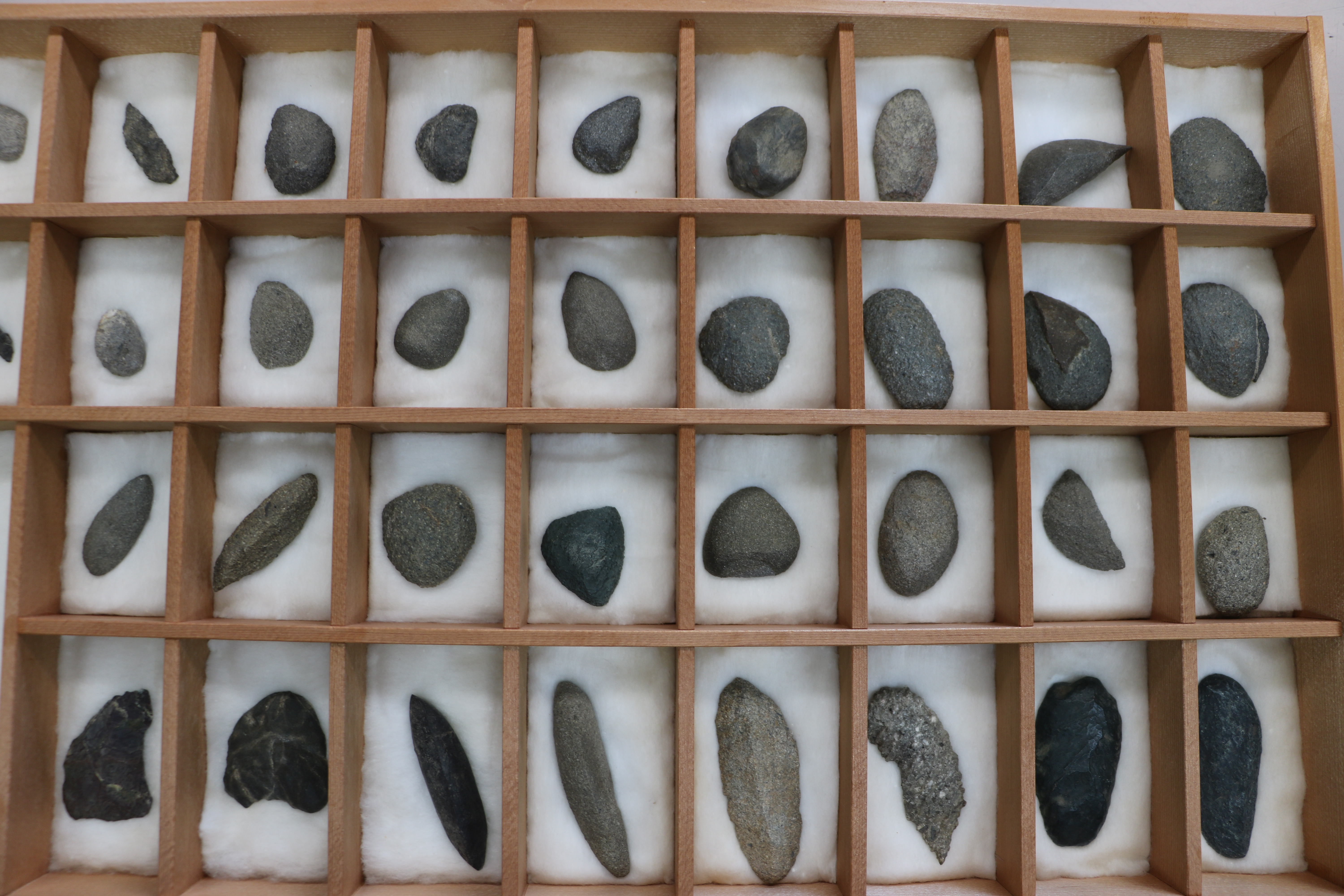
白羽の風蝕礫。牧之原市史料館提供。

鑑定を終えた辻村は栗林に、このように声をかけ、その発見を称えたという。白羽地区の風食礫は1943年（昭和18年）8月24日に、当時の村名白羽村を冠した、白羽村の風蝕礫産地の名称で国の天然記念物に指定され、同村が1955年（昭和30年）3月に東隣の御前崎村と合併し御前崎町となった2年後の1957年（昭和32年）7月31日に、今日の指定名である白羽の風蝕礫産地へ名称変更された。

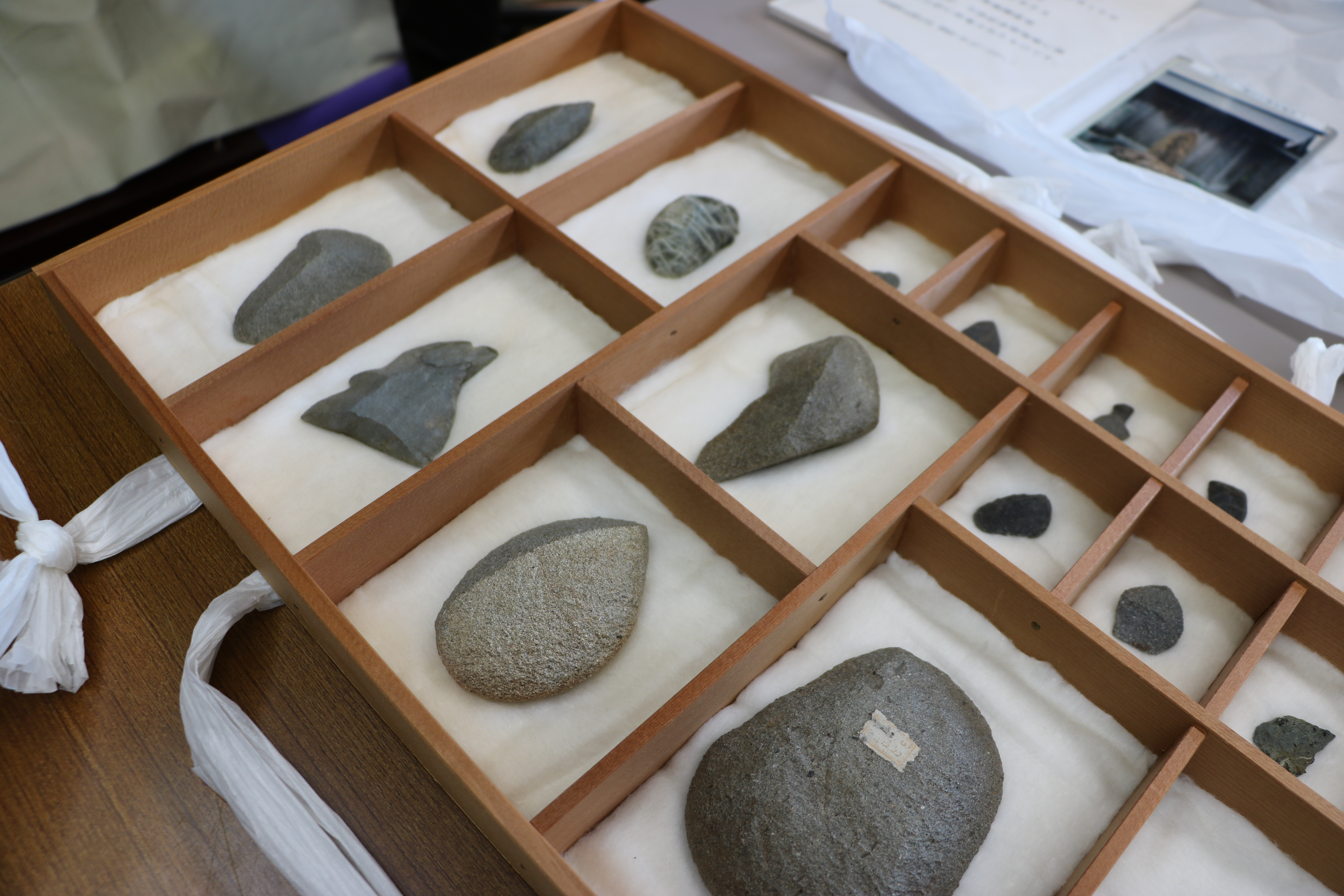
白羽の風蝕礫。牧之原市史料館提供。

坂口は天然記念物指定以前に採集した三稜石を含む風食礫を多数所有していたが、1968年（昭和43年）に2つの木箱を作成用意し、大要を記した裏書を添えて50個の三稜石・風食礫を整理保存した。その後、坂口は栗林とも相談し、所有する木箱に入れた50個の標本を、収蔵庫が完備する相良町史料館（現、牧之原市史料館）へ寄贈することを決め、1990年（平成2年）9月1日付けで『国指定天然記念物 三稜石寄付の添え書』とともに史料館に寄贈した。

### 風蝕礫産地の現状

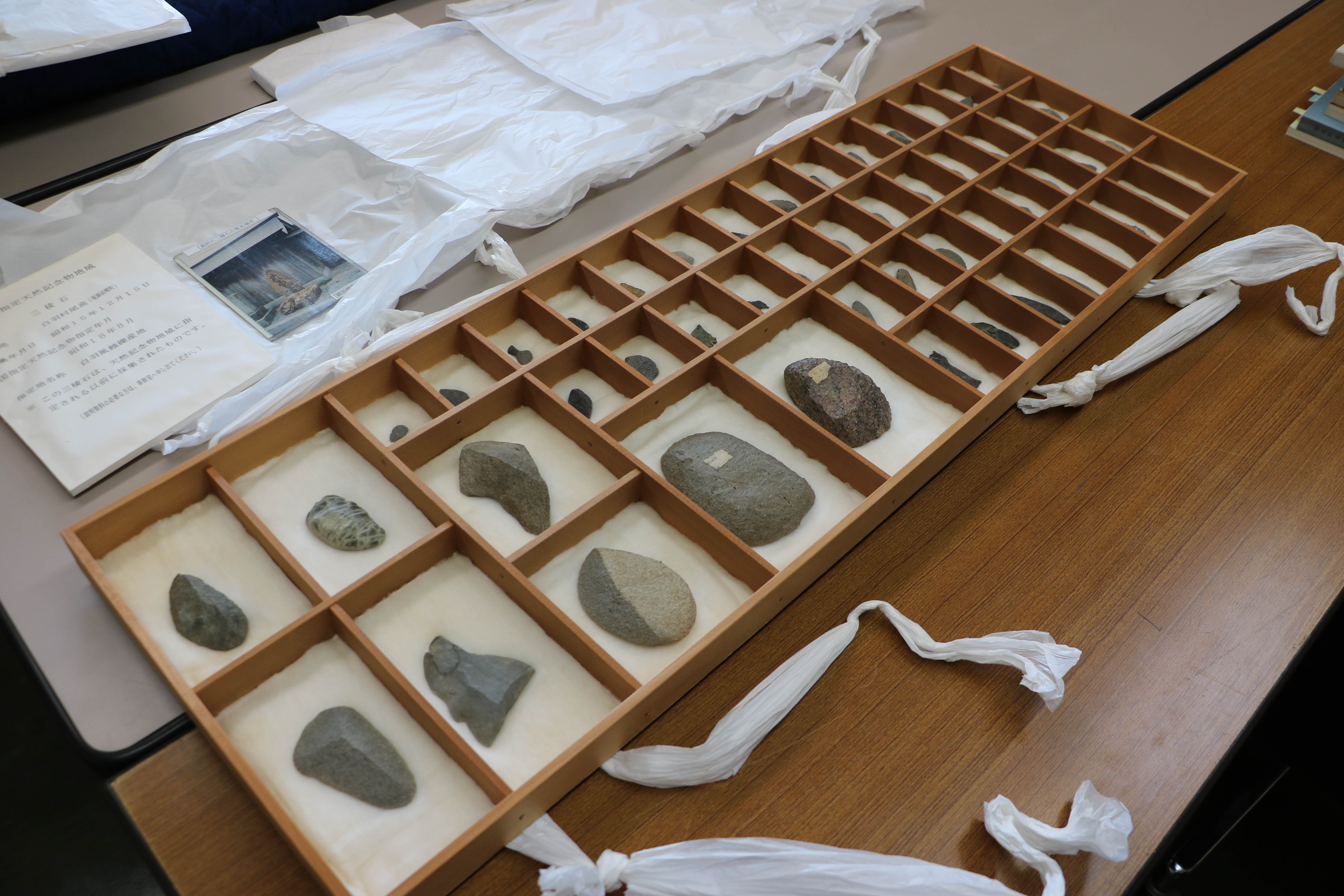
白羽の風蝕礫。牧之原市史料館提供。

前述したように風食礫は風が激しく飛砂現象が多く起きる場所に形成されるもので、白羽地区以外の日本国内で風食礫・三稜石が確認された例としては、小笠原諸島硫黄島千鳥ヶ原の安山岩礫、伊豆大島の三原山南西麓の灰青色安山岩礫があり、このうち伊豆大島では1950-51年（昭和25-26年）の噴火で風食礫の一部が埋没している。
また、三稜石が発見された位置から1777年（安永6年）の噴火以後に形成された可能性が高く、したがって伊豆大島の三稜石は百数十年の年月をかけて形成されたものと推定されており、このことから噴火史等が存在せず形成年代を決定できる資料のない御前崎白羽地区の三稜石も、その形成には三原山と同等の期間を要したものと考えられるという。
白羽の風食礫発見の後、地理学者らにより風食礫の産出される場所が各地から報告され始めた。茨城県那珂郡平磯町磯崎付近（現ひたちなか市）、静岡県小笠郡池新田町（現御前崎市）海岸線より1.5キロ内陸、同県浜松市の中田島砂丘、愛知県の伊良湖岬、更に北海道最北部の稚内市西海岸のルエランでも確認されたが、これらはいずれも白羽の産地と比較して小規模であり、風食礫の形状も白羽ほど完全なものは少ない。実際、国の天然記念物に指定されている風食礫は白羽の風蝕礫産地のみである。

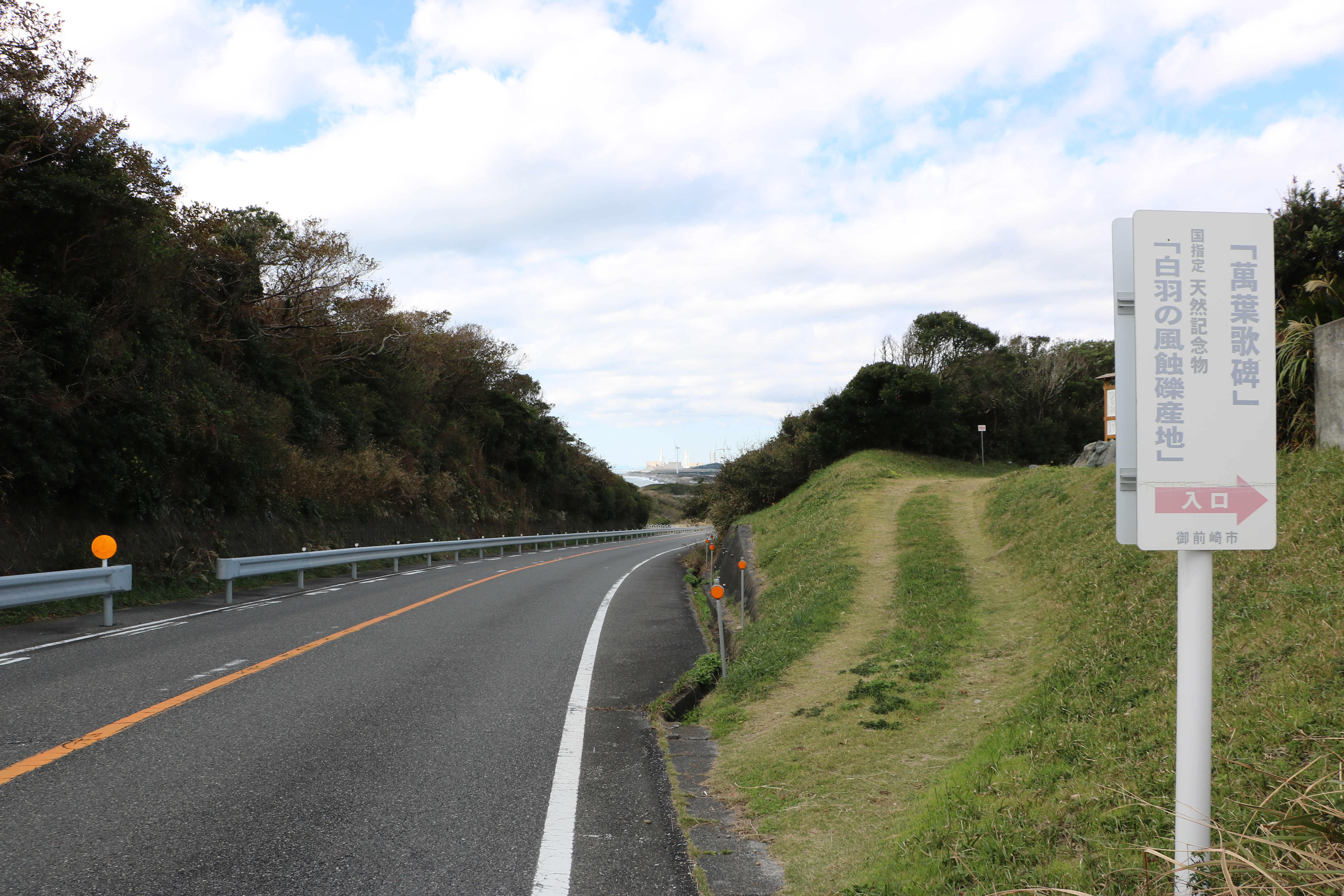
県道沿いに面する白羽の風蝕礫産地。正面遠くに浜岡原子力発電所が見える。

白羽の産地の周辺は畑や宅地になっているが、天然記念物に指定された範囲は文化財保護法により保護され、原型の地形のままクロマツなどの林に覆われている。かつて三稜石が形成された頃は、植生の乏しい砂原や砂丘などが一面に広がっていたと考えられており、発見当時はクロマツ林の中の古砂丘の地表面に風食礫が数個ずつ群をなして散在していたという。また、1970年（昭和45年）に指定エリアに隣接した道路の拡張工事が行われた際、砂岩礫や珪質細粒砂岩礫などで出来た拳大の三稜石が産出されたが、硬さが不均一な珪質細粒砂岩礫は表面に皺状凹凸があったのに対して、砂岩礫でできたものは滑らかで美しい三稜石を形成していた。
白羽の風蝕礫は、各地の大学や研究者、観光客らに拾い尽くされ持ち出され、今日ではほとんど見られない。1991年（平成3年）に亡くなった発見者の栗林澤一は生前、「天然記念物の指定が礫ではなく、産地でよかった。産地は持ち去ることができないからね。」とよく言っていたという。
御前崎市教育委員会によれば、風上の砂丘地帯の砂防事業が進み、砂が飛び難くなった影響などにより、今日では風食礫が形成されることはほとんど認められないという。三稜石を含む白羽の風食礫は、御前崎市海鮮なぶら市場観光物産会館なぶら館、浜岡原子力館郷土展示ホール、牧之原市史料館などが所有保管しており、展示期間中は見学することが出来る。

## 交通アクセス
所在地
- 天然記念物指定地。静岡県御前崎市白羽字尾高6621-246外[6]。

交通
- 東海道本線菊川駅下車。路線バスしずてつジャストライン菊川浜岡線乗車浜岡営業所下車、自主運行御前崎市内線御前崎海洋センター行きへ乗り換え、中原（御前崎）バス停下車徒歩20分[22]。